# Marco Reich
Marco Reich (*Meisenheim, Renania-Palatinado, Alemania, 30 de diciembre de 1977) es un futbolista alemán retirado que jugaba como volante.

## Selección nacional
Ha sido internacional con la Selección de fútbol de Alemania, ha jugado 1 partido internacional.

## Clubes
| Club                  | País       | Año       |
| --------------------- | ---------- | --------- |
| 1. FC Kaiserslautern  | Alemania   | 1996-2001 |
| 1. FC Köln            | Alemania   | 2001-2002 |
| Werder Bremen         | Alemania   | 2002-2004 |
| Derby County          | Inglaterra | 2004-2005 |
| Crystal Palace FC     | Inglaterra | 2005-2007 |
| Kickers Offenbach     | Alemania   | 2007-2008 |
| Walsall F.C.          | Inglaterra | 2008-2009 |
| Jagiellonia Białystok | Polonia    | 2009-2010 |
| WAC/St. Andrä         | Austria    | 2010-2011 |
| SK Austria Klagenfurt | Austria    | 2011-2012 |
| Villacher SV          | Austria    | 2012-2013 |

## Palmarés

### Campeonatos nacionales
| Título           | Club                  | País     | Año     |
| ---------------- | --------------------- | -------- | ------- |
| Copa de Alemania | 1. FC Kaiserslautern  | Alemania | 1996    |
| 1. Bundesliga    | 1. FC Kaiserslautern  | Alemania | 1998    |
| 1. Bundesliga    | Werder Bremen         | Alemania | 2004    |
| Copa de Polonia  | Jagiellonia Białystok | Polonia  | 2009/10 |